# Соціальне забезпечення у Швеції
Соціальне забезпечення у Швеції — шведський соціальний стандарт, що складається з кількох організацій та систем, де займаються питаннями добробуту громадян Швеції. В основному це фінансується податками та виконується державним сектором на всіх рівнях державного управління, а також приватних організацій. Його можна розділити на три частини, які підпадають під дію різних міністерств. За соціальне забезпечення відповідає Міністерству охорони здоров'я та соціальних справ. За освіту відповідає Міністерству освіти і науки. За ринок праці відповідає Міністерство зайнятості.

## Історія
Сучасній системі соціального забезпечення Швеції передувала допомога бідним, організоване Шведською Церквою. Це стало обов'язковим у Цивільному кодексі 1734 р., коли кожній парафії було потрібно мати богадільню. Протягом XIX сторіччя почали діяти приватні товариства з малозабезпеченою працею, а в 1891 р. вони стали регульованими та субсидованими. Ліберальної партії впровадила «Закон про національні пенсії» у 1913 р., щоби надати соціальну безпеку для людей похилого віку, а в 1934 р. приватні товариства безробіття регулювалися та субсидувалися таким самим чином, як і товариства допомоги хворим.
У 1961 р. приватні товариства допомоги хворим були замінені на товариства державного страхування на рівні округу, які також керували пенсіями. Незалежні товариства допомоги з безробіття були більш централізовано регульовані, та зараз регулюються урядом.

## Соціальне забезпечення
Міністерство охорони здоров'я та соціальних питань відповідає за добробут шведських громадян. Це визначається як фінансова безпека на випадок хвороби, старості та для сім'ї; суспільні послуги; охорона здоров'я; пропаганда здоров'я та прав дітей; індивідуальна допомога інвалідам та координація національної політики щодо інвалідності.

### Соціальне страхування
Шведське соціальне страхування в основному здійснюється Шведським агентством соціального страхування, має переваги і охоплює багато вигод. Основні з них:
- швед. Barnbidrag: грошова підтримка для дітей до 16 років (підтримка також доступна для старших школярів)
- швед. Föräldrapenning: переваги, щоби мати можливість працювати вдома, щоб піклуватися про своїх дітей до 480 днів на одну дитину. Це також включає в себе спеціальні пільги для допомоги хворим та дітям-інвалідам.
- швед. Bostadsbidrag: допомога на житло для тих, хто інакше не може дозволити собі житло.
- швед. Sjukpenning, Sjukersättning, Aktivitetsersättning, Handikappersättning: переваги, якщо громадянин (-ка) хворий (-а) або інваліди і не можуть працювати.
- швед. Arbetslöshetsersättning: пільги для безробітних (час обмежений до 300 днів, п'ять днів на тиждень, тобто 60 тижнів)
- швед. Ålderspension, Garantipension: переваги для тих, хто пішов у відставку.
- швед. Försörjningsstöd: переваги для будь-кого (та їхніх дітей), які інакше не можуть отримати достатній соціальний рівень життя, що видається виключно на необхідній основі та обробляється соціальними службами кожного муніципалітету[8].

### Охорона здоров'я
Всі громадяни Швеції мають рівний доступ до послуг громадської охорони здоров'я. Шведська система охорони здоров'я фінансується громадськими організаціями та керується окружними радами. Система охорони здоров'я у Швеції фінансується насамперед за рахунок податків громадян Швеції, що стягуються окружними радами та муніципалітетами. Медичні працівники державної системи, як правило, належать окружним радам, хоча керівництво лікарнями часто здійснюється приватними компаніями після відкритого тендеру. Протягом останнього десятиліття декілька рад округу почали використовувати систему плати за послуги для первинної медичної допомоги під назвою швед. VårdVal.
Стоматологічна допомога не є настільки ж субсидованою, як інша медична допомога, і стоматологи встановлюють свої власні ціни на лікування.

### Догляд за людьми похилого віку
Догляд за людьми похилого віку в Швеції — це відповідальність місцевих муніципалітетів. Є і будинки для пенсіонерів, а також соціальна допомога, домашній догляд.

### Освіта
Освіта відповідає Міністерству освіти і науки. Відповідальність за освіту включає дошкільну освіту та виховання дітей школярів, а також надання освіти дорослим.

### Ринок праці
Політика ринку праці підпадає під відповідальність Міністерства зайнятості. Обов'язки, що розглядаються як частина системи соціального забезпечення, включають допомогу з безробіття, активізаційні пільги, служби зайнятості, програми зайнятості, гарантії працевлаштування та розвитку, робочі місця для початківців та сприяння Європейського соціального фонду. І Швеція має державний союз фондів з безробіття.